# Trachelopachys quadriocellatus
Trachelopachys quadriocellatus är en spindelart som först beskrevs av Cândido Firmino de Mello-Leitão 1939. 
Trachelopachys quadriocellatus ingår i släktet Trachelopachys och familjen flinkspindlar. Inga underarter finns listade i Catalogue of Life.